# 志摩マリンレジャー
志摩マリンレジャー株式会社（しまマリンレジャー、Shima Marine Leisure Co., LTD）は、日本の海運業者。近鉄グループに属し、三重県鳥羽市と同県志摩市で観光遊覧船や定期船を運航している。
近鉄グループホールディングスの子会社である近鉄レジャークリエイト（旧・近鉄レジャーサービス）の完全子会社である。

## 事業所
- 本社：三重県鳥羽市鳥羽一丁目2383番地51（鳥羽マリンターミナル内）
- 賢島営業所：三重県志摩市阿児町神明752番地11（賢島）

## 現行の航路

### 遊覧船
- 鳥羽湾めぐり
  - 真珠島・水族館前 → 鳥羽マリンターミナル → イルカ島 → 真珠島・水族館前 → 鳥羽マリンターミナル
  - 2022年の利用者数は129,310人[2]。
- 賢島エスパーニャクルーズ
  - 賢島港 → 英虞湾 → 真珠工場 → 賢島港
  - 2013年の利用者数は93,248人[3]、2022年の利用者数は73,124人[2]。

### あご湾定期船
- 賢島〜和具航路
  - 賢島 - 間崎 - 和具

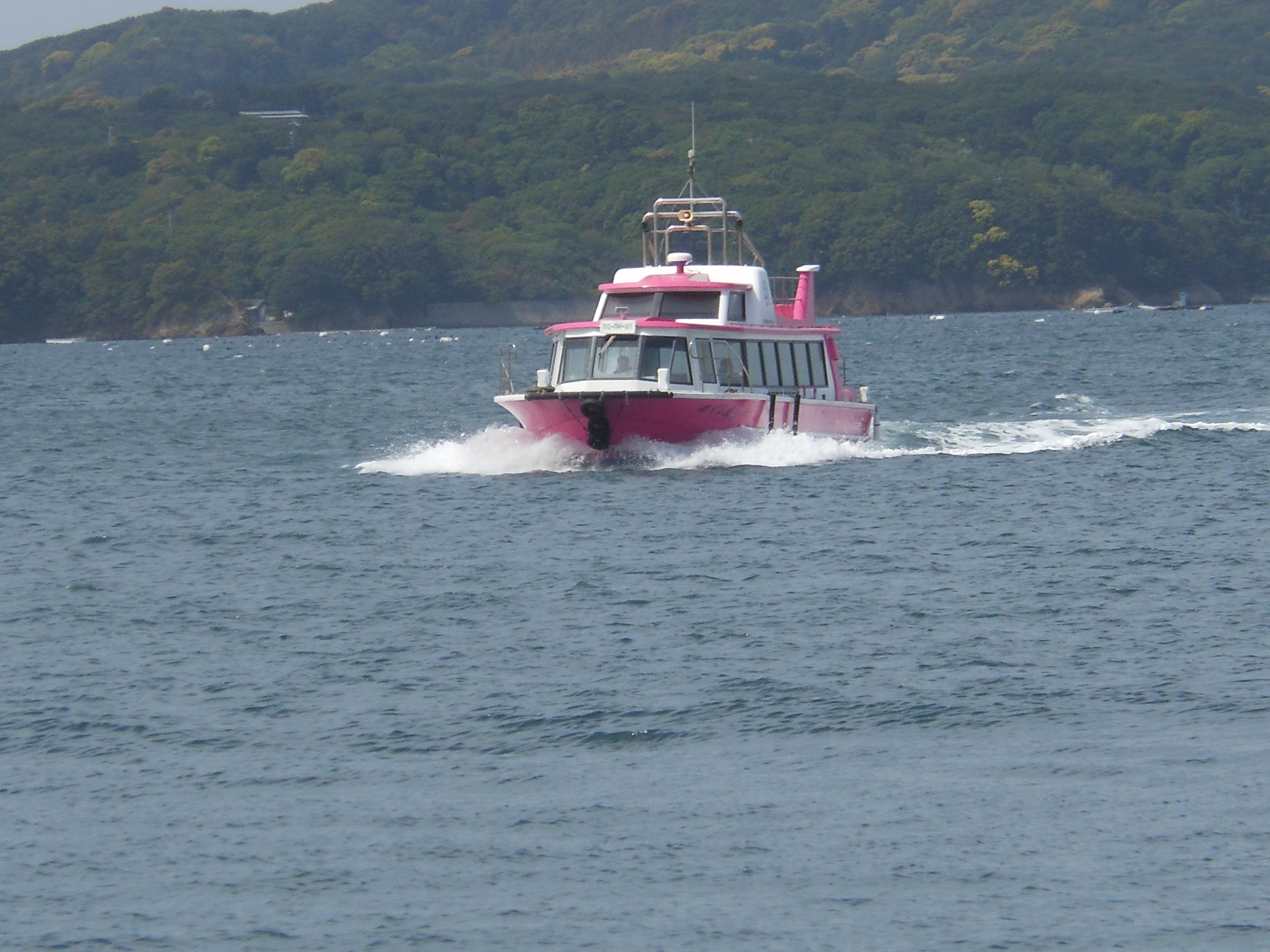
あご湾定期船

  - 2021年度の利用者数は20,159人[4]。

## 過去の航路

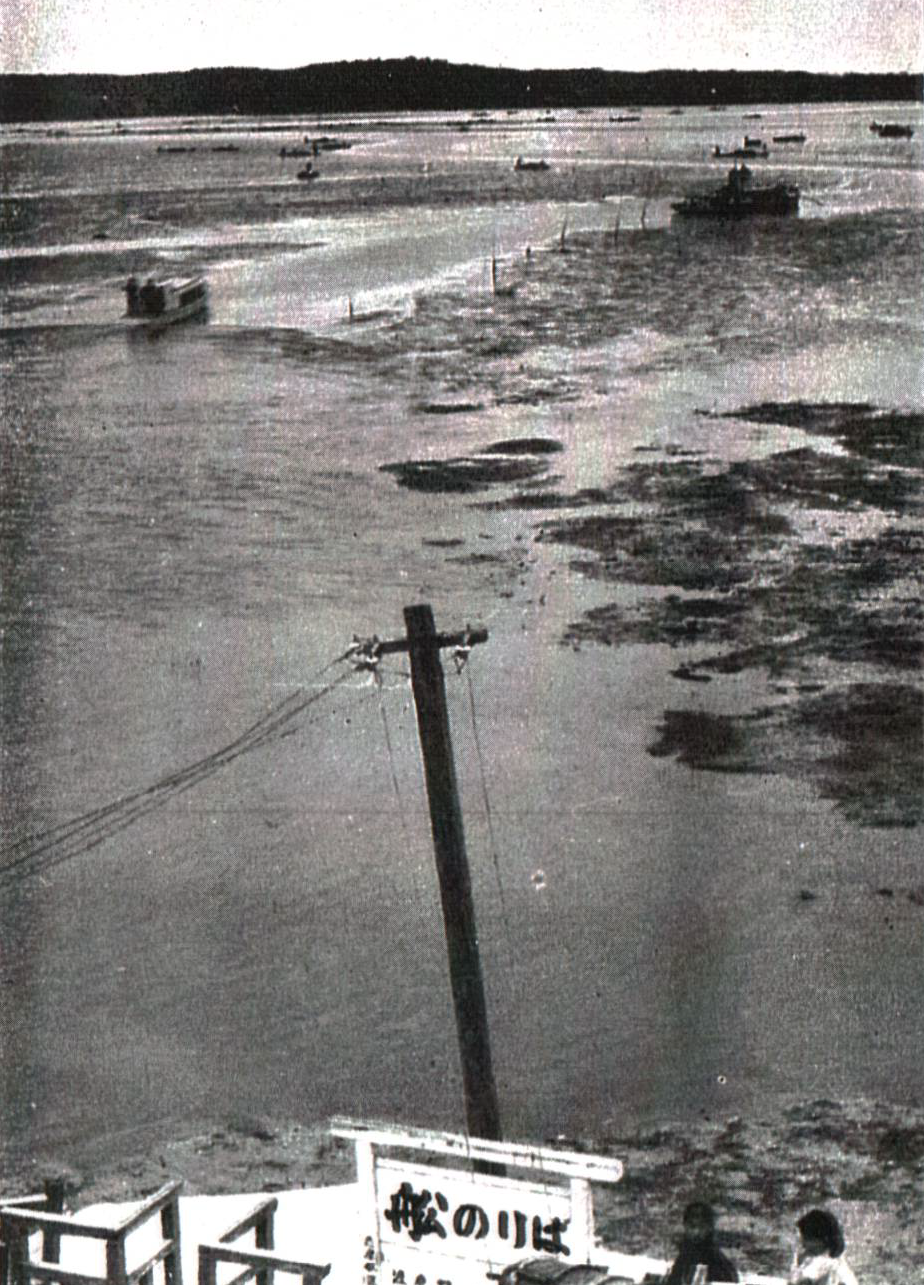
穴川定期船のりば

- 鳥羽〜蒲郡 ホバークラフト（1971年7月休止）
- 名古屋〜鳥羽〜蒲郡 水中翼船（1976年10月休止）
- 穴川 - 的矢 旅客船（1985年7月1日廃止[5]）
- 御座〜浜島 奥志摩フェリー（1989年廃止）
- 五ヶ所湾巡航船・観光船（2000年3月31日廃止[6]）
- 鳥羽湾船上バーベキュー（2011年9月30日廃止[7]）
- 賢島〜御座〜浜島 旅客船（2021年10月1日廃止[8]）

## 沿革

### 創立期
当初は自動車運輸業者として会社を設立、後に航路を他の事業者から譲り受け海運業に転向する。
- 1927年（昭和2年）4月15日 - 真珠湾交通株式会社[注 1]として設立[9]。
- 1936年（昭和11年）9月 - 浜島 - 鳥羽航路を志摩通運より譲受[9]。
- 1943年（昭和18年）9月 - 自動車運輸事業を三重乗合自動車（三重交通の前身の1社）に譲渡[9]。
- 1944年（昭和19年）4月 - 鳥羽湾交通株式会社を合併し、志摩航運株式会社に改称[9]。
- 1946年（昭和22年）10月 - 賢島 - 尾鷲航路を開設、的矢湾航運合名会社を合併[9]。

### 拡大期
第二次世界大戦後は数社を合併したり、遊覧船の運航を開始するなど事業拡大を推進した。最盛期には三重県のみならず和歌山県にも進出した。
- 1951年（昭和26年）4月 - 志摩観光汽船株式会社に社名変更[9]。
- 1952年（昭和27年）5月 - 鼓ヶ浦、霞ヶ浦[注 2]で出張営業を実施[9]。
- 1953年（昭和28年）7月 - 鳥羽湾納涼船の運航を開始[9]。
- 1956年（昭和31年）3月 - 観光鳥羽汽船有限会社から事業を譲受[9]。
- 1958年（昭和33年）
  - 4月 - 渡鹿野航路（的矢湾巡航）の運航を開始[10]。
  - 6月 - 伊勢商船株式会社から事業を譲受[9]。
- 1959年（昭和34年）
  - 3月 - イルカ島海洋遊園地を開業[11]。
  - 9月 - 伊勢湾台風に伴って交通網（国道・近鉄）が遮断されたため、桑名 - 四日市 - 名古屋間で代行運航を実施[11]。
- 1962年（昭和37年）7月 - 名古屋～鳥羽～蒲郡間で水中翼船を就航[11]。
- 1964年（昭和39年） - 和歌山県の勝浦観光汽船株式会社を合併し、志摩勝浦観光汽船株式会社に改称する[11]。
- 1966年（昭和41年） - 鋼船「五十鈴」・「あさま」を導入[11]。
- 1967年（昭和42年）9月3日 - 御座 - 浜島航路にカーフェリー「さきしま」(奥志摩フェリー)就航[12]。
- 1969年（昭和44年）
  - 5月 - 鳥羽湾めぐり遊覧船乗り場を岩崎桟橋から佐田浜桟橋に移転[11]。
  - 7月 - 鳥羽～蒲郡間にホバークラフトを就航[11]。
- 1970年（昭和45年）7月 - 本社を鳥羽港湾センター[注 3]に移転[11]。

### 再編期
和歌山県の事業を分離し、事業の再編に着手するようになる。親会社の近畿日本鉄道の伊勢志摩での事業再編計画もあり、2度の会社清算と新会社への移行が行われ、現在に至る。近鉄志摩観光汽船は最高で年商約12億円を記録したものの、1998年（平成10年）度には半分まで落ち込んだうえ、約4億円の赤字を計上、約22億円の累積負債を抱えていた。
- 1973年（昭和48年）3月 - 和歌山県（勝浦地区）での事業を会社から切り離し、近鉄志摩観光汽船株式会社に改称[11]。
- 1975年（昭和50年）3月 - イルカ島にトンネルが開通[11]。
- 1985年（昭和60年）7月1日 - 渡鹿野航路から撤退[5]。
- 1989年（平成元年） - 奥志摩フェリー廃止[12]。
- 1995年（平成7年）4月3日 - 志摩マリンレジャー株式会社設立[14]。この時点では、近鉄志摩観光汽船は存続する。
- 2000年（平成12年）
  - 3月31日 - 五ヶ所湾航路から撤退[6]。翌日から南勢町営バス（現・南伊勢町営バス）が運行開始。
  - 5月 - 近鉄志摩観光汽船が志摩マリンレジャーに事業譲渡、清算[14]。
- 2008年（平成20年）
  - 10月1日 - 近鉄レジャーサービスが志摩マリンサービス株式会社を設立[14]。
  - 12月1日 - 志摩マリンレジャーが志摩マリンサービスに事業を譲渡、同時に以下のように社名変更[14]。
    - （譲渡側）志摩マリンレジャー株式会社⇒志摩マリン開発株式会社
    - （譲受側）志摩マリンサービス株式会社⇒志摩マリンレジャー株式会社

  - 12月10日 - 志摩マリン開発の解散決議。
- 2011年（平成23年）
  - 4月1日 - 鳥羽マリンターミナルが供用開始、本社を同ターミナルに移転。
  - 9月30日 - 観光船「いせじ」が退役[7]。
- 2012年（平成24年）5月21日 - 金環日食に合わせて、鳥羽湾と英虞湾で観測クルーズを実施[15]。
- 2016年（平成28年）5月21日〜5月28日 - 第42回先進国首脳会議（伊勢志摩サミット）の開催に伴い、賢島 - 和具航路の賢島側発着港を志摩地中海村に変更[16][17]。志摩地中海村から鵜方駅まではシャトルバスが運行される[17]。また賢島 - 浜島航路の御座 - 賢島間を運休[17]。
- 2021年（令和3年）9月30日 - 浜島 - 御座 - 賢島定期航路（浜島航路）を廃止[8]。
- 2023年（令和5年）7月1日 - 近鉄グループの伊勢志摩事業の再編により、近鉄レジャークリエイトの完全子会社となる[1]。
- 2024年（令和6年）
  - 2月 - 15日に「おくしま」が[18]、28日に「おおさき」が相次いで間崎港で航行不能となる[19]。

## 主な保有船舶

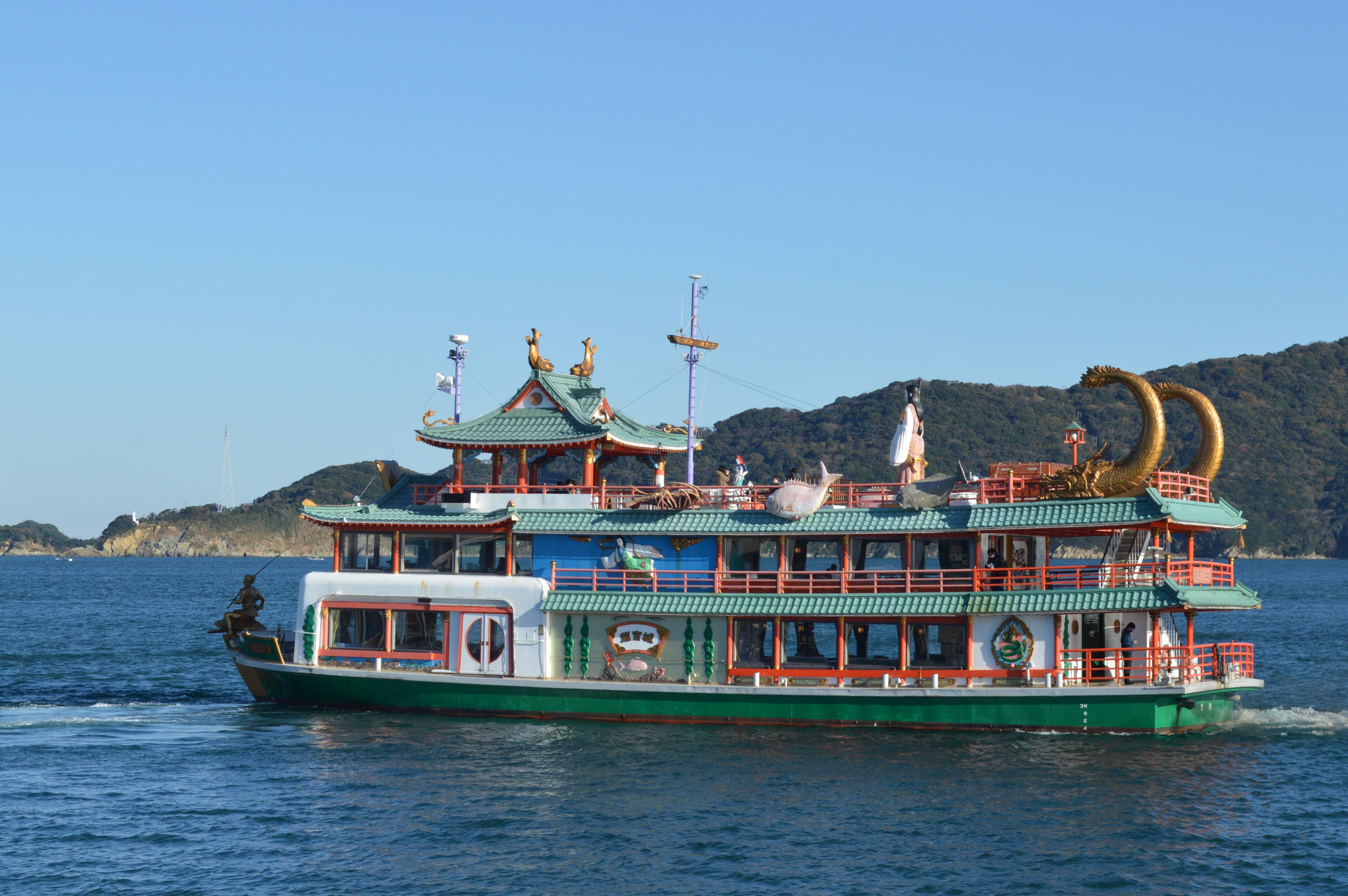
龍宮城

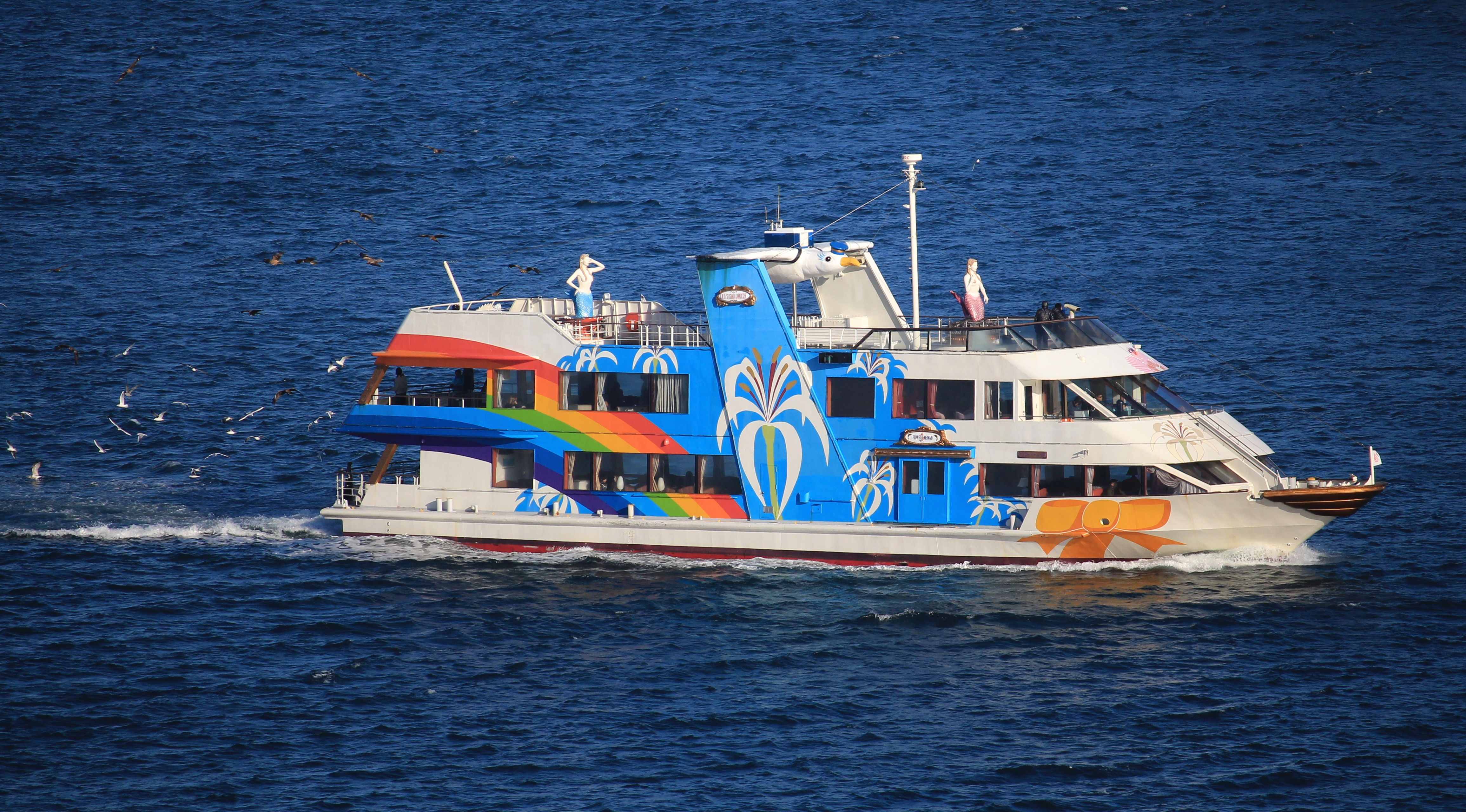
フラワーマーメイド

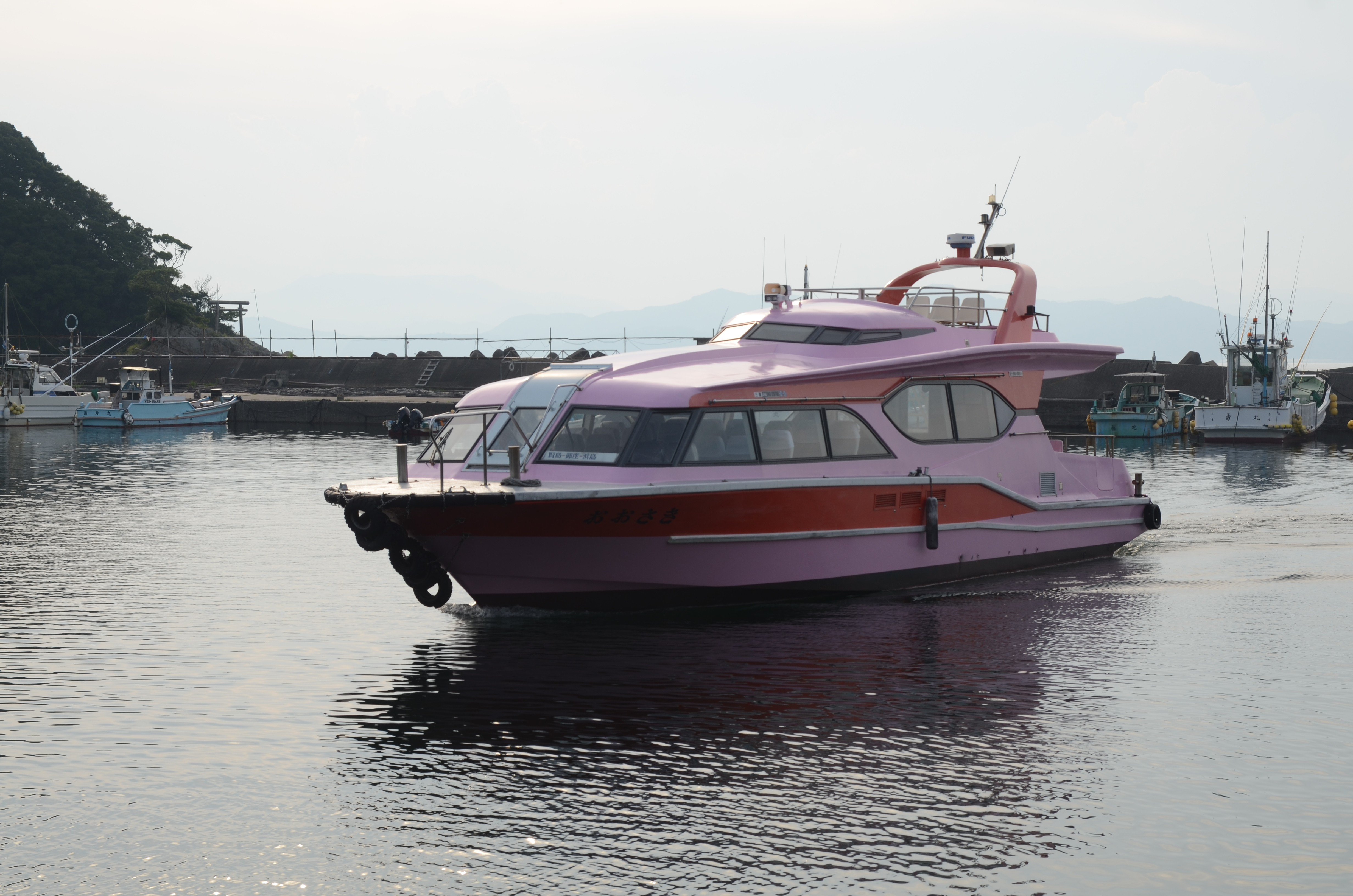
おおさき

### 現行の船舶
- 龍宮城[20]
  - 1996年10月就航、199総トン、全長34.4m、幅7.5m、機関出力910ps、航海速力11.00ノット、旅客定員360名
  - 鳥羽湾めぐり航路で就航。名前の通り龍宮城をイメージしたデザインになっている。
- フラワーマーメイド
  - 1996年6月竣工、神原造船建造、199総トン、全長39.00m、幅7.10m、深さ2.48m、機関出力910ps、航海速力13.04ノット、旅客定員360名[21]
  - 鳥羽湾めぐり航路で就航。船体に花と虹が描かれている。
- エスペランサ
  - 1995年9月竣工、神原造船建造、166総トン、全長27.70m、幅7.00m、深さ2.51m、機関出力605ps、航海速力10.00ノット、旅客定員250名[21]
  - あご湾めぐり航路で就航。大航海時代のスペインの帆船風の船舶で、別途入室料の必要な特別室「イザベラ」を持つ。
- みつしま[22]
  - 1987年7月就航、19総トン、全長16.00m、幅7.1m、機関出力350ps、航海速力15.00ノット、旅客定員85名
  - 鳥羽湾めぐり航路に就航。
- おくしま[23]
  - 1992年11月就航、19総トン、全長16.1m、航海速力11.4ノット、旅客定員80名
  - あご湾定期船に就航。
- おおさき[23]
  - 1997年6月就航、19総トン、全長17.0m、航海速力15.0ノット、旅客定員80名
  - あご湾定期船に就航。
- さきしま[23]
  - 2012年8月就航、19総トン、全長15.9m、航海速力15.0ノット、旅客定員70名
  - あご湾定期船に就航。

### 過去の船舶
- パールクイン（水中翼船）
- パールクイン2号（水中翼船）
- パールクイン3号（水中翼船）
- ひかり（ホーバークラフト　SRN6）
- さきしま（カーフェリー）
  - 1967年9月竣工・就航、神原造船建造、199.99総トン、全長33.00m、幅8.20m、深さ2.80m、機関出力340ps、航海速力9.00ノット、旅客定員200名、乗用車14台[24]。
  - 「奥志摩フェリー」の名称で御座 - 浜島航路に就航。
- あさま
  - 1967年10月竣工、三津造船建造、186.15総トン、全長33.50m、幅6.00m、深さ2.5m、機関出力530ps、航海速力10.5ノット、旅客定員341名[25]
  - 鳥羽湾めぐり航路に就航[26]。引退後、千当海運に売船[24]。
- 五十鈴[26]
  - 82.49総トン、旅客定員164名。
  - 鳥羽湾めぐり航路に就航。
- パイオニア
  - 1969年10月竣工、神原造船建造、148.63総トン、全長27.00m、幅5.50m、深さ2.09m、機関出力390ps、航海速力8.0ノット、旅客定員280名[24]。
  - あご湾めぐり航路に就航の外輪船[26]。
- ビクトリア
  - 1970年2月竣工、神原造船建造、165.77総トン、全長27.00m、幅6.52m、深さ2.10m、機関出力390ps、航海速力8.0ノット、旅客定員282名[24]。
  - あご湾めぐり航路に就航の外輪船[26]。
- かみじ
  - 1971年3月竣工、神原造船建造、194.65総トン、全長33.70m、幅6.00m、深さ2.50m、機関出力530ps、航海速力8.0ノット、旅客定員377名[24]。
  - 鳥羽湾めぐり航路に就航[26]。
- しまじ
  - 1978年6月竣工、神原造船建造、199.52総トン、全長33.35m、幅6.50m、深さ2.50m、機関出力790ps、航海速力12.33ノット、旅客定員420名[24]。
  - 鳥羽湾めぐり航路に就航[26]。
- マリンパール
  - 1984年4月竣工、神原造船建造、175.00総トン、全長29.19m、幅7.10m、深さ2.49m、機関出力530ps、航海速力8.00ノット、旅客定員270名[24]。
  - あご湾めぐり航路に就航の外輪船[26]。
- いせじ
  - 1987年7月竣工・就航、神原造船建造、197総トン、全長36.45m、幅7.10m、深さ2.50m、ディーゼル2基、機関出力910ps、航海速力12.0ノット、旅客定員400名[24]。
  - 緑色と赤色で塗装された蒸気船スタイルの船舶。船上バーベキュー航路で就航していた[7]。
  - 引退時、志摩マリンレジャーが保有する船舶では最大であった[7]。利用者減と老朽化により、2011年9月に退役[7]。